# Муніципалітети Ісландії

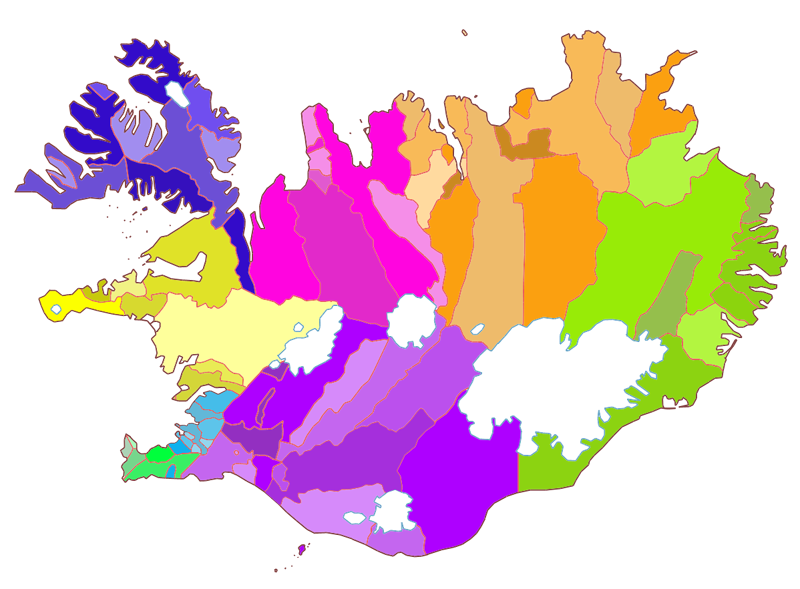
Муніципалітети Ісландії

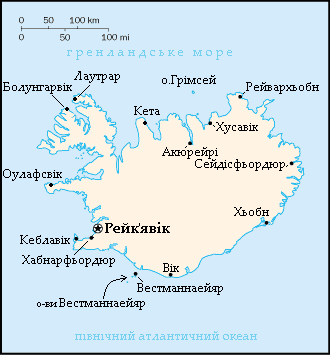
Міста Ісландії

Муніципалітети Ісландії (ісл. Íslensk sveitarfélög) — це місцеві адміністративні території в Ісландії, які забезпечують ряд соціальних послуг для своїх жителів, та займаються управлінням дитячими садками, початковими школи, державним житлом, громадським транспортом, та іншими питаннями місцевого значення. Муніципалітети також регулюють зонування земель і можуть добровільно взяти на себе додаткові функції, якщо мають бюджет для цього. Автономія муніципалітетів гарантується конституцією Ісландії.

## Управління муніципалітетами
Управління муніципалітетами Ісландії виконується радою громади, яка складається від п'яти (в найменших громадах) до п'ятнадцяти (в найбільших громадах) членів. Рада громади також може найняти керуючого, який може бути членом ради, проте це не обов'язково. У міських громадах управлінням займається мер міста (ісл. bæjarstjóri або ісл. borgarstjóri). А в сільських громадах — свейтарстьоурі (ісл. sveitarstjóri).

## Список муніципалітетів
| Код  | Назва                       | Назва ісландською             | Регіон             |
| ---- | --------------------------- | ----------------------------- | ------------------ |
| 0000 | Рейк'явік                   | Reykjavíkurborg               | Гефюдборґарсвайдід |
| 1000 | Коупавоґур                  | Kópavogsbær                   | Гефюдборґарсвайдід |
| 1100 | Селтьярнарнес               | Seltjarnarneskaupstaður       | Гефюдборґарсвайдід |
| 1300 | Ґардабаїр                   | Garðabær                      | Гефюдборґарсвайдід |
| 1400 | Гапнарфіордюр               | Hafnarfjarðarkaupstaður       | Гефюдборґарсвайдід |
| 1604 | Мосфельсбаїр                | Mosfellsbær                   | Гефюдборґарсвайдід |
| 1606 | Кйосаргреппур               | Kjósarhreppur                 | Гефюдборґарсвайдід |
| 2000 | Рейк'янесбаїр               | Reykjanesbær                  | Судурнес           |
| 2300 | Ґріндавік                   | Grindavíkurbær                | Судурнес           |
| 2503 | Сандґерді                   | Sandgerðisbær                 | Судурнес           |
| 2504 | Ґардур                      | Sveitarfélagið Garður         | Судурнес           |
| 2506 | Воґар                       | Sveitarfélagið Vogar          | Судурнес           |
| 3000 | Акранес                     | Akraneskaupstaður             | Вестурланд         |
| 3506 | Шкоррадальсхреппюр          | Skorradalshreppur             | Вестурланд         |
| 3511 | Хвалфіордарсвейт            | Hvalfjarðarsveit              | Вестурланд         |
| 3609 | Боргарбігд                  | Borgarbyggð                   | Вестурланд         |
| 3709 | Грюндарфіордюр              | Grundarfjarðarbær             | Вестурланд         |
| 3710 | Гельгафетльсвейт            | Helgafellssveit               | Вестурланд         |
| 3711 | Стиккісхоульмюр             | Stykkishólmsbær               | Вестурланд         |
| 3713 | Ейя- і Міклахольтсхреппюр   | Eyja- og Miklaholtshreppur    | Вестурланд         |
| 3714 | Снайфелсбайр                | Snæfellsbær                   | Вестурланд         |
| 3811 | Далабігд                    | Dalabyggð                     | Вестурланд         |
| 4100 | Болунгарвік                 | Bolungarvíkurkaupstaður       | Вестфірдір         |
| 4200 | Ісаф'ярдарбайр              | Ísafjarðarbær                 | Вестфірдір         |
| 4502 | Рейкхоулахреппюр            | Reykhólahreppur               | Вестфірдір         |
| 4604 | Таулкнаф'ярдархреппюр       | Tálknafjarðarhreppur          | Вестфірдір         |
| 4607 | Вестурбігд                  | Vesturbyggð                   | Вестфірдір         |
| 4803 | Судавік                     | Súðavíkurhreppur              | Вестфірдір         |
| 4901 | Аурнесхреппюр               | Árneshreppur                  | Вестфірдір         |
| 4902 | Калдрананесхреппюр          | Kaldrananeshreppur            | Вестфірдір         |
| 4911 | Штрандабігд                 | Strandabyggð                  | Вестфірдір         |
| 5200 | Скагафіордюр                | Sveitarfélagið Skagafjörður   | Нордурланд-Вестра  |
| 5508 | Хунатинг Вестра             | Húnaþing vestra               | Нордурланд-Вестра  |
| 5604 | Бльондюоус                  | Blönduósbær                   | Нордурланд-Вестра  |
| 5609 | Скагастренд                 | Sveitarfélagið Skagaströnd    | Нордурланд-Вестра  |
| 5611 | Шкагабігд                   | Skagabyggð                    | Нордурланд-Вестра  |
| 5612 | Хунаватнсхреппюр            | Húnavatnshreppur              | Нордурланд-Вестра  |
| 5706 | Акрахреппюр                 | Akrahreppur                   | Нордурланд-Вестра  |
| 6000 | Акурейрі                    | Akureyrarkaupstaður           | Нордурланд-Ейстра  |
| 6100 | Нордуртінг                  | Norðurþing                    | Нордурланд-Ейстра  |
| 6250 | Ф'ятлабігд                  | Fjallabyggð                   | Нордурланд-Ейстра  |
| 6400 | Дальвік                     | Dalvíkurbyggð                 | Нордурланд-Ейстра  |
| 6513 | Ейяф'ярдарсвейт             | Eyjafjarðarsveit              | Нордурланд-Ейстра  |
| 6515 | Хоргаурсвейт                | Hörgársveit                   | Нордурланд-Ейстра  |
| 6601 | Свальдбардсстрандархреппюр  | Svalbarðsstrandarhreppur      | Нордурланд-Ейстра  |
| 6602 | Гріттубаккахреппюр          | Grýtubakkahreppur             | Нордурланд-Ейстра  |
| 6607 | Шкутюстадахреппюр           | Skútustaðahreppur             | Нордурланд-Ейстра  |
| 6611 | Тьорнесхреппюр              | Tjörneshreppur                | Нордурланд-Ейстра  |
| 6612 | Тінгейярсвейт               | Þingeyjarsveit                | Нордурланд-Ейстра  |
| 6706 | Свалбардсхреппюр            | Svalbarðshreppur              | Нордурланд-Ейстра  |
| 6709 | Ланганесбігд                | Langanesbyggð                 | Нордурланд-Ейстра  |
| 7000 | Сейдісфіордюр               | Seyðisfjarðarkaupstaður       | Аустурланд         |
| 7300 | Ф'ярдабіггд                 | Fjarðabyggð                   | Аустурланд         |
| 7502 | Вопнафіордюр                | Vopnafjarðarhreppur           | Аустурланд         |
| 7505 | Фльоутсдалсхреппюр          | Fljótsdalshreppur             | Аустурланд         |
| 7509 | Боргарф'ярдархреппюр        | Borgarfjarðarhreppur          | Аустурланд         |
| 7613 | Брейддальсхреппюр           | Breiðdalshreppur              | Аустурланд         |
| 7617 | Дюпивогюр                   | Djúpavogshreppur              | Аустурланд         |
| 7620 | Фльоутсдалсх'єрад           | Fljótsdalshérað               | Аустурланд         |
| 7708 | Гепн                        | Sveitarfélagið Hornafjörður   | Судурланд          |
| 8000 | Вестманнові острови         | Vestmannaeyjabær              | Судурланд          |
| 8200 | Аурборг                     | Sveitarfélagið Árborg         | Судурланд          |
| 8508 | Мірдалсхреппюр              | Mýrdalshreppur                | Судурланд          |
| 8509 | Шкафтаурхреппюр             | Skaftárhreppur                | Судурланд          |
| 8610 | Аусахреппюр                 | Ásahreppur                    | Судурланд          |
| 8613 | Рангауртінг Ейстра          | Rangárþing eystra             | Судурланд          |
| 8614 | Рангауртінг Ітра            | Rangárþing ytra               | Судурланд          |
| 8710 | Хрунаманнахреппюр           | Hrunamannahreppur             | Судурланд          |
| 8716 | Квераґерді                  | Hveragerðisbær                | Судурланд          |
| 8717 | Ельфюс                      | Sveitarfélagið Ölfus          | Судурланд          |
| 8719 | Грімснес- і Грабнінсхреппюр | Grímsnes- og Grafningshreppur | Судурланд          |
| 8720 | Шкейда- і Гнупвейрахреппюр  | Skeiða- og Gnúpverjahreppur   | Судурланд          |
| 8721 | Блаускоугабігд              | Bláskógabyggð                 | Судурланд          |
| 8722 | Флоуархреппюр               | Flóahreppur                   | Судурланд          |